# Elis Noréus
Johan Elis Noréus, född 15 augusti 1799 i Sigtuna, död 1838, var en svensk kyrkomusiker.
Noréus invaldes som agré i Kungliga Musikaliska Akademien 1820. År 1823 sökte han en organisttjänst i Sankt Olai kyrka i Norrköping, men tjänsten tillföll John Hallberg.
Elis Noréus var son till borgmästaren i Sigtuna, riksdagsmannen Carl Noréus (1767–1823).